# Kiçàh
Kiçàh est un personnage de fiction de la série de bande dessinée Astérix, apparaissant dans Astérix chez Rahàzade. C'est un fakir vivant dans le pays de l'Indus.

## Carte d'identité

### Rôle du personnage

#### L'arrivée en Gaule
Au beau milieu d'une journée, le fakir Kiçàh tombe la tête la première dans le village gaulois, à-côté de la hutte d'Assurancetourix. Il se présente aux Gaulois et explique qu'un "son inhumain" (la voix du barde) l'a fait tomber de son tapis volant. Bonemine et Madame Agecanonix se disputent alors pour savoir à qui appartient ledit tapis, tombé un peu plus loin. S'ensuit une bagarre générale, interrompue par la pluie causée par un chant soudain d'Assurancetourix : Kiçàh bénit les dieux de cette pluie. Il explique au druide Panoramix qu'il est venu au village sur les conseils d'un ancien légionnaire romain, devenu marchand en Orient. Puis, le fakir se dirige vers le tapis sur lequel les deux dames se disputent encore et, à leur grande frayeur, il s'assoit dessus et le fait voler quelques instants. Astérix propose de lui donner à manger, mais Kiçàh répond qu'il est parti il y a "à peine vingt jours" et que par conséquent il n'a pas faim ; en entendant ces mots, Obélix s'évanouit...
Dans la hutte du chef Abraracourcix où le conseil du village s'est réuni, Kiçàh explique que la sécheresse s'est abattue sur son pays, et que le gourou Kiwoàlàh menace de faire sacrifier la princesse Rahàzade s'il ne pleut pas dans les mille et une heures, en vue d'apaiser la colère des dieux (ce n'est en fait qu'un prétexte pour devenir l'unique héritier du rajah Cékouhaçà). Kiçàh souhaite donc emmener Assurancetourix en Orient, car ce dernier a le pouvoir de faire tomber la pluie en chantant. Le barde, Astérix et Obélix sont désignés pour accompagner le fakir.

#### Le voyage
Au moment du départ, Obélix suggère de mettre des sangliers rôtis sur le tapis volant, ce que Kiçàh refuse faute de pouvoir porter le tapis avec un tel poids. Le début du voyage en tapis volant se passe sans encombre. Obélix se penche soudainement car il aperçoit des sangliers : le tapis part à la dérive mais est vite redressé. Kiçàh insulte alors Obélix de "gros pachyderme".
Puis, les passagers dérobent des sangliers rôtis en passant près d'une auberge. Kiçàh refuse d'en goûter car c'est un ascète. La nuit tombée, Kiçàh continue de diriger le tapis, étant habitué à veiller et ne pouvant dormir que sur une planche plantée de clous.
Le lendemain, les passagers s'arrêtent sur le navire des pirates et en profitent pour charger le tapis de nourriture. Après avoir survolé Rome, Assurancetourix entonne un chant : se bouchant les oreilles, Kiçàh tombe à la mer. Les Gaulois, après être eux aussi tombés dans la mer, sont accueillis sur le navire du marchand grec Karédas. Ils retrouvent alors Kiçàh qui, tombé dans une jarre de vin transportée sur le navire, est devenu ivre et chante à tue-tête. Le navire chavire après un autre chant du barde, mais les Gaulois le remettent vite à l'eau. Toujours enivré, le fakir arrive tant bien que mal à diriger le tapis à nouveau.
Après avoir survolé Athènes, l'équipage est la cible de flèches au-dessus de Tyr. Seul Kiçàh n'est pas apeuré, habitué des clous et différents pics de par son statut de fakir. Malheureusement, le tapis est ensuite foudroyé (lors d'une pluie tombée naturellement cette fois-ci) et le tapis devient inutilisable. Les passagers tentent d'acquérir un tapis vendu par un Perse sur la côte, mais celui-ci est beaucoup trop cher. Le marchand le cédera finalement après qu'Astérix et Obélix l'auront sauvé en combattant des pirates scythes. Lors du banquet de remerciement, Kiçàh ne prendra qu'un seul grain de "Khâviâr".

#### L'arrivée dans l'Indus
Kiçàh et les Gaulois arrivent finalement au palais de Cékouhaçà avant l'écoulement des mille et une heures. Le fakir fait glisser le tapis par mégarde et est vivement félicité par le rajah pour avoir ramené le barde à temps. Malheureusement, ce dernier ne peut chanter car il est devenu aphone pendant le voyage. Kiçàh propose alors de le soigner au plus vite. Sur l'avis des médecins, il emmène Assurancetourix chez Pourkoipàh, l'éleveur d'éléphants. Il en profite pour expliquer à Obélix la présence des vaches sacrées.
Le lendemain, il emmène Astérix et Obélix rechercher le barde en tapis volant, mais le fakir Mercikhi, le serviteur de Kiwoàlàh, bloque le tapis par des ondes magnétiques produites par ses mains. S'ensuit une bataille entre les deux fakirs, lesquels se lancent mutuellement des ondes magnétiques en invoquant tous les dieux qu'ils connaissent. Les deux Gaulois en ont assez et descendent chercher le barde à pied.
Au bout d'un long moment, Kiçàh décide de passer par-dessus le tapis de Mercikhi, lequel s'écrase contre une tour du palais. Kiçàh part vite chercher les Gaulois, mais arrivent au moment où la princesse est sur le point de se faire hacher la tête, les mille et une heures venant de s'écouler. Ils réussissent heureusement à sauver la princesse, et Assurancetourix fait pleuvoir en chantant. Kiçàh participe au banquet final.

### Portrait physique
Kiçàh a la peau bronzée, il est petit et très maigre. Étant ascète, il mange très peu, et sa qualité de fakir lui évite de souffrir des flèches qu'il reçoit. Il avoue ne pouvoir dormir que sur des clous, et dormir très rarement. Il est torse nu, porte une culotte et un turban blancs.

### Portrait moral et caractère
L'ascèse de Kiçàh lui donne un comportement assez austère mais honnête. Il ne s'amuse jamais, mais il n'hésite pas à aller jusqu'en Gaule pour sauver la fille du rajah. Il se met quelquefois en colère, mais se calme très vite. Il ne profite ni de la nourriture, ni de l'alcool. Il regrettera d'ailleurs l'état d'ébriété dans lequel il s'est par mégarde retrouvé, après être tombé dans une jarre de vin.

### Nom
- Origine de son nom : qui ça ?

## Kiçàh dans le monde
Comme beaucoup de personnages de la série, son nom évolue selon les pays et les éditions linguistiques. Ainsi il est appelé :
- Watziznehm en anglais  Royaume-Uni
- Erindjah en allemand  Allemagne
- Ahivá en espagnol  Espagne
- Wiesda en néerlandais  Pays-Bas
- Kisarah en italien  Italie

## Sources
- Le Livre d'Astérix le gaulois, Albert-René, 1999.
- Dictionnaire Goscinny, JC Lattès, 2003.